# George Heinrich von Nitzschwitz
George Heinrich von Nitzschwitz, modernisiert auch Georg Heinrich von Nischwitz, (* 1669; † 23. Oktober 1736 in Dresden) war ein königlich-polnischer und kurfürstlich-sächsischer Amtshauptmann zu Hayn und Oschatz sowie Kammerjunker am Dresdner Hof und Rittergutsbesitzer von Adelsdorf.

## Leben
Er stammte aus dem Adelsgeschlecht von Nitzschwitz, dessen Stammsitz Nischwitz bei Wurzen war und zum sächsischen Uradel zählte. George Heinrich schlug wie viele seiner Familienangehörigen eine Verwaltungslaufbahn im Dienste der Wettiner ein. Nachdem er zunächst einige Zeit in Dresden als Kammerjunker von Christiane Eberhardine von Brandenburg-Bayreuth tätig war, der Ehefrau von Kurfürst-König August dem Starken, erfolgte seine Ernennung zum Amtshauptmann über das Amt Hayn und das Amt Oschatz im Meißnischen Kreis des Kurfürstentums Sachsen. 
George Heinrich von Nitzschwitz heiratete Christiana Sibylla von Beichlingen (1678–1754) auf Adelsdorf (bei Lampertswalde) und wurde dadurch Besitzer dieses Gutes. Er starb im Haus von Günther Michaelis auf der Pirnaischen Gasse in Dresden und wurde am Morgen des 26. Oktober 1736 auf dem neuen Kirchhof des Kreuzkirche in Dresden vor dem Pirnaischen Tor begraben.
Nach seinem Tod hinterließ er als Erben die Söhne Johann Gotthelf, Carl Friedrich, Christian Wilhelm, Gottfried Heinrich und Wolf Gottlob.